# Обнінський інститут атомної енергетики

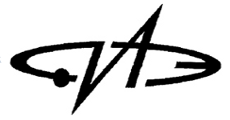
Емблема

Обнінський інститут атомної енергетики (ІАТЕ) — вищий навчальний заклад м. Обнінська, заснований в 1985 році на базі Обнінської філії Московського інженерно-фізичного інституту. До 2002 року носив назву Обнінський інститут атомної енергетики. У 2002 році отримав статус державного технічного університету і був перейменований в Обнінський державний технічний університет атомної енергетики. 29 квітня 2009 наказом Федерального агентства з освіти № 491 Обнінський державний технічний університет атомної енергетики реорганізований шляхом приєднання до НІЯУ МІФІ з назвою Обнінський інститут атомної енергетики — філія федерального державного бюджетного освітньої установи вищої професійної освіти "Національний дослідницький ядерний університет «МІФІ».
ІАТЕ є єдиним в Росії вищим навчальним закладом, що здійснює підготовку фахівців у галузі високих технологій для організацій ядерної енергетики, науки і техніки.